# نخستین گورستان آتن
نخستین گورستان آتن ( به یونانی : Πρώτο Νεκροταφείο Αθηνών, Proto Nekrotafeío Athinón) گورستان رسمی شهر آتن و  نخستین  گورستان آتن ساخته شده  در سده نوزدهم است.   این گورستان در سال 1837 بازگشایی شد و به زودی  به گورستانی  معتبر برای یونانی ها و خارجی ها تبدیل شد. این گورستان در پشت معبد زئوس المپیک، آتن و استادیوم پاناتینایکو در مرکز آتن جای دارد.  این گورستان را میتوان  در پایان خیابان   Anapafius پیدا کرد.  گورستان  فضای سبز بزرگی دارد که پوشیده از درختان کاج و سرو  است.  
در این گورستان سه کلیسا وجود دارد. کلیسای  بزرگ  کلیسای سنت تئودوریس و کلیسای  میانی  کلیسای سنت لازاروس و سومین کلیسا ، کلیسای  سنت چارلز یک کلیسای کاتولیک است این گورستان  دارای آرامگاه های شگفت انگیزی چون  آرامگاه هاینریش شلیمان است که بدست ارنست زلر سراحی شده است . همچنین آرامگاه یوهانیس بسمازوگلو جورجیوس آوروف و آرامگاهی  با  تندیس معروف یک دختر مرده به نام "دختر خفته" که  بدست یانولیس چالیپاس از جزیره تینوس ساخته شده است. در این گورستان   مکان هایی نیز  برای دفن پروتستان ها و یهودیان وجود دارد.
شهرداری آتن این گورستان را یک  اثر تاریخی  اعلان کرده است.  

## گالری عکس

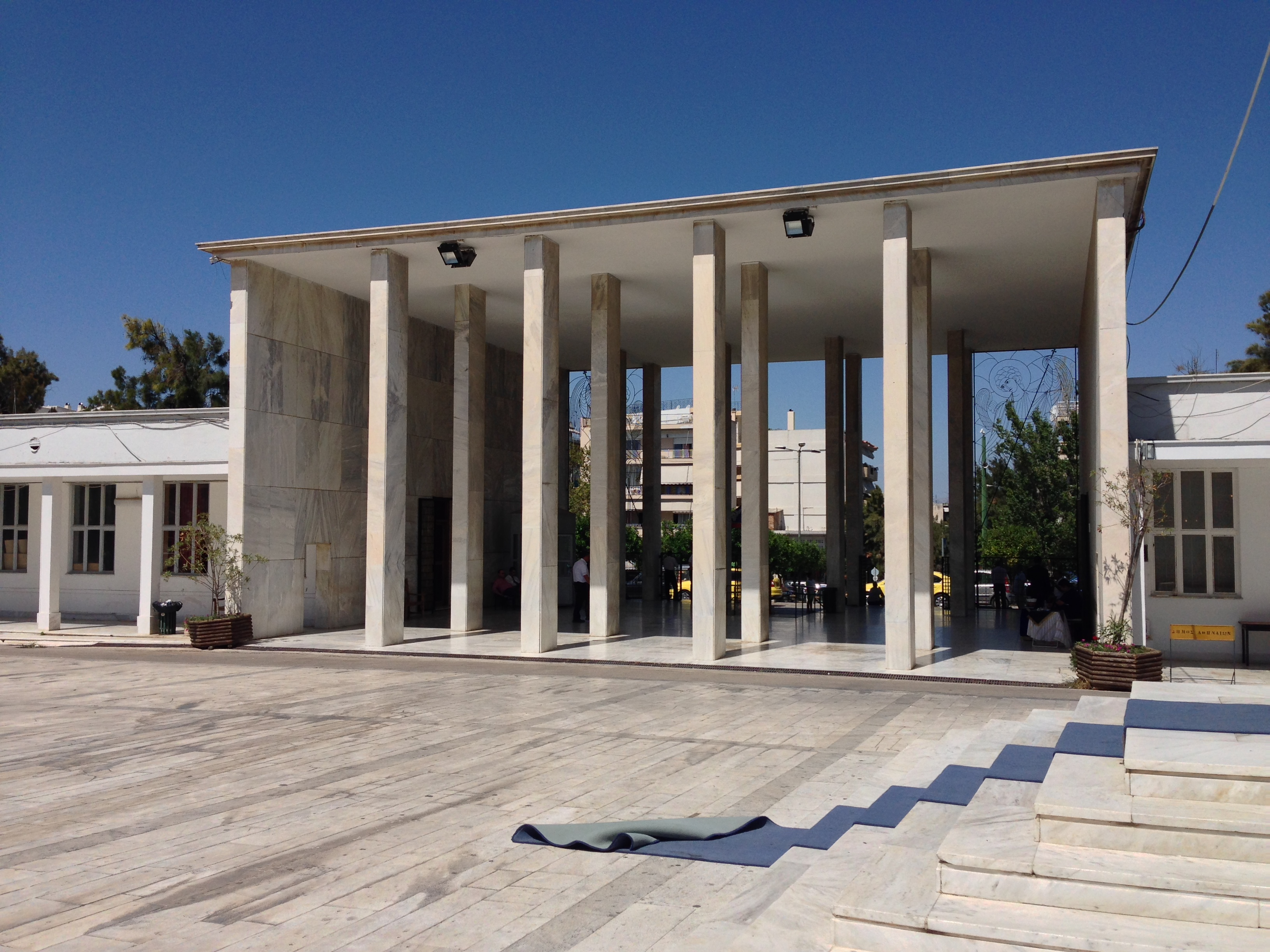
ورودی
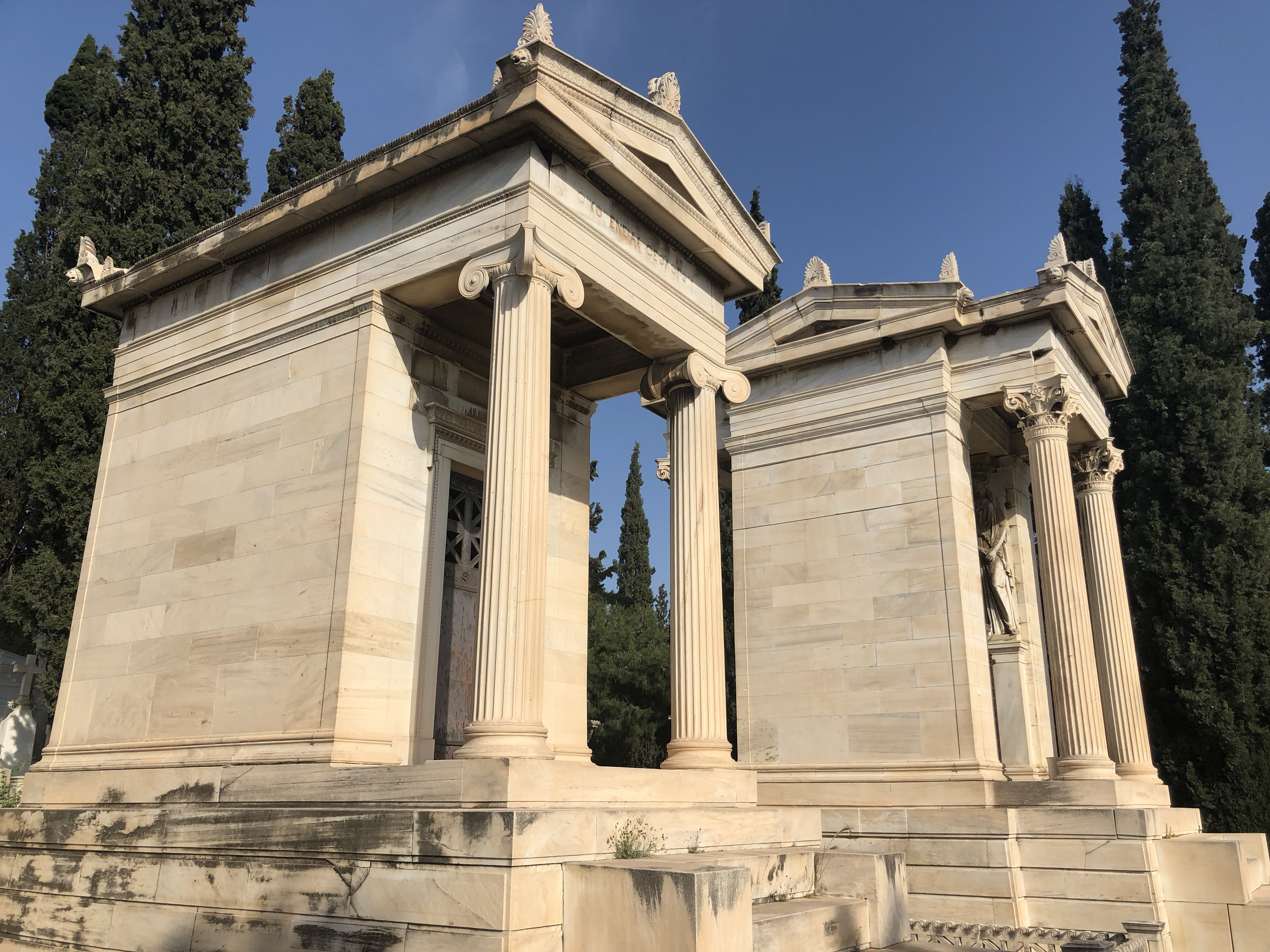
نخستیت آرامگاه ها در این گورستان
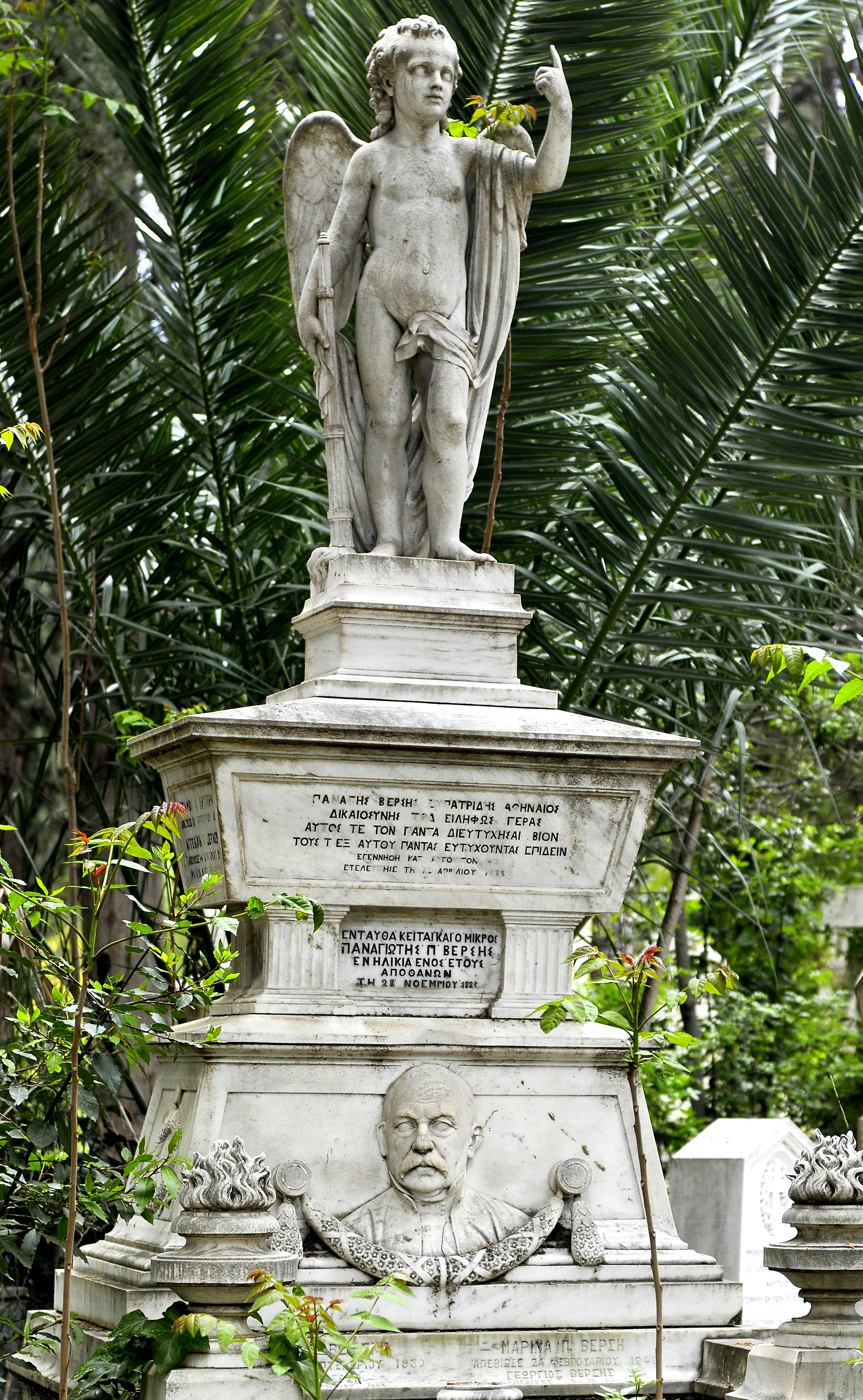
تندیس فرشته
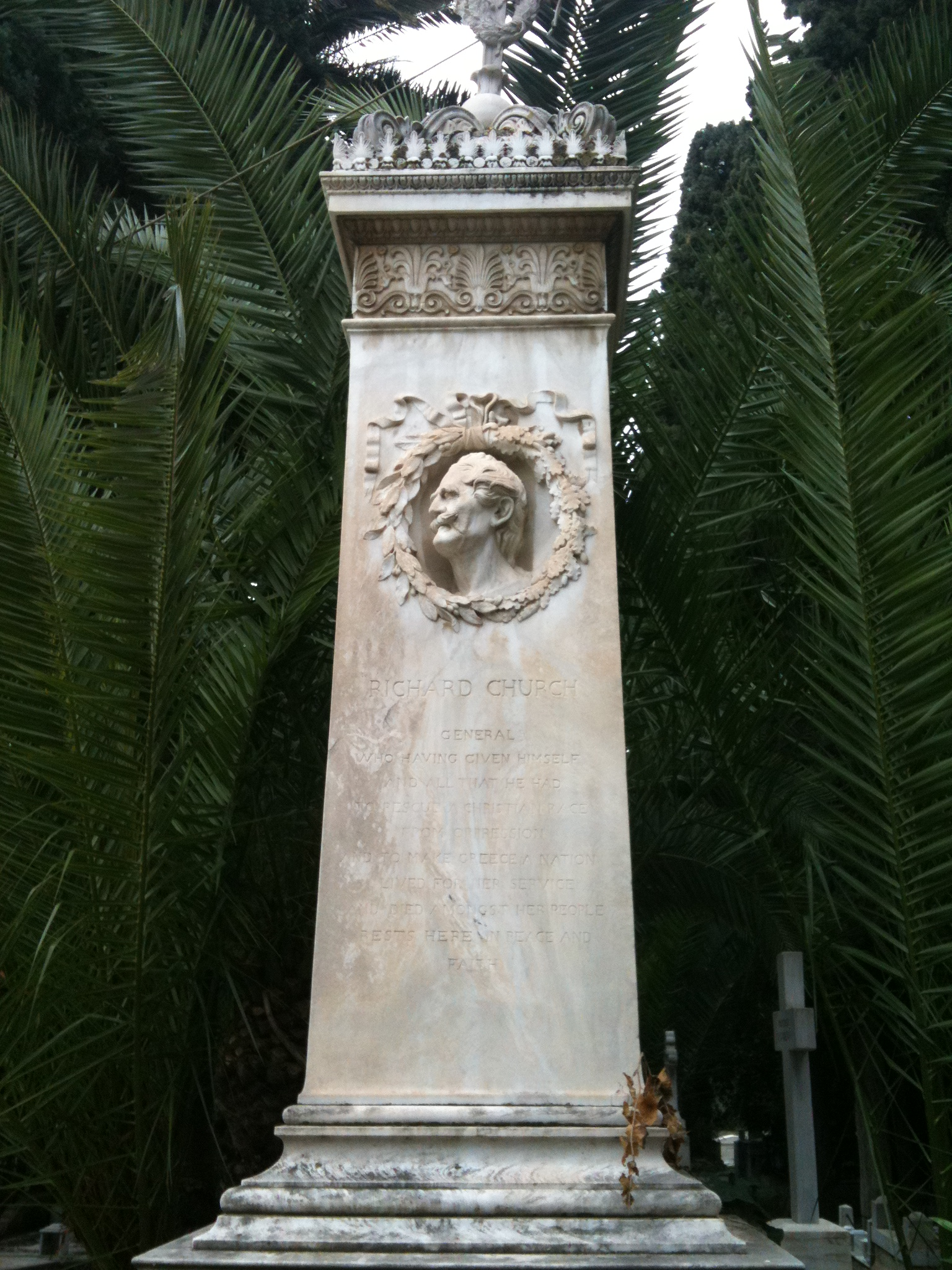
آرامگاه ریچارد چرچ
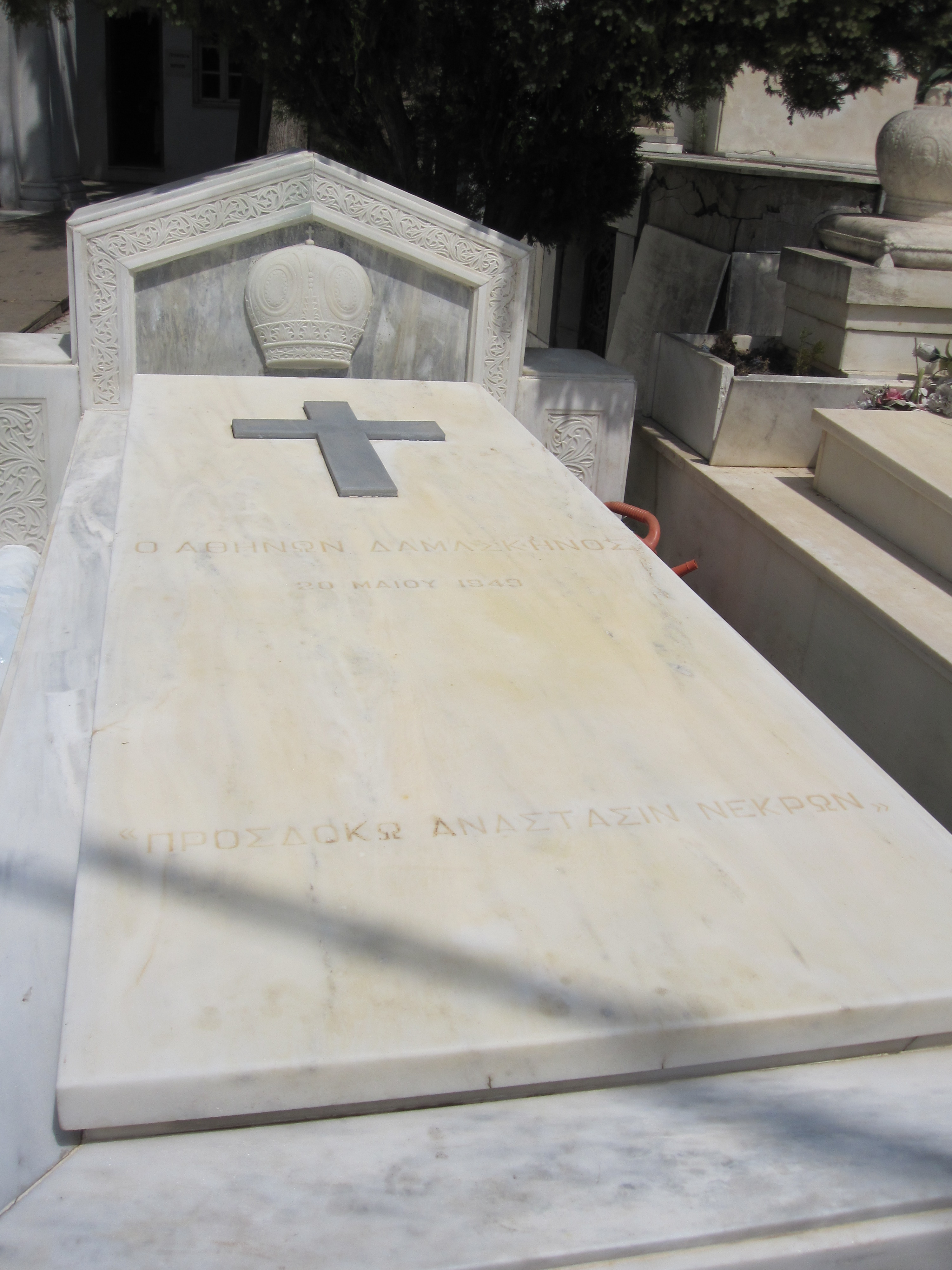
آرامگاه دمسگیوس آتن
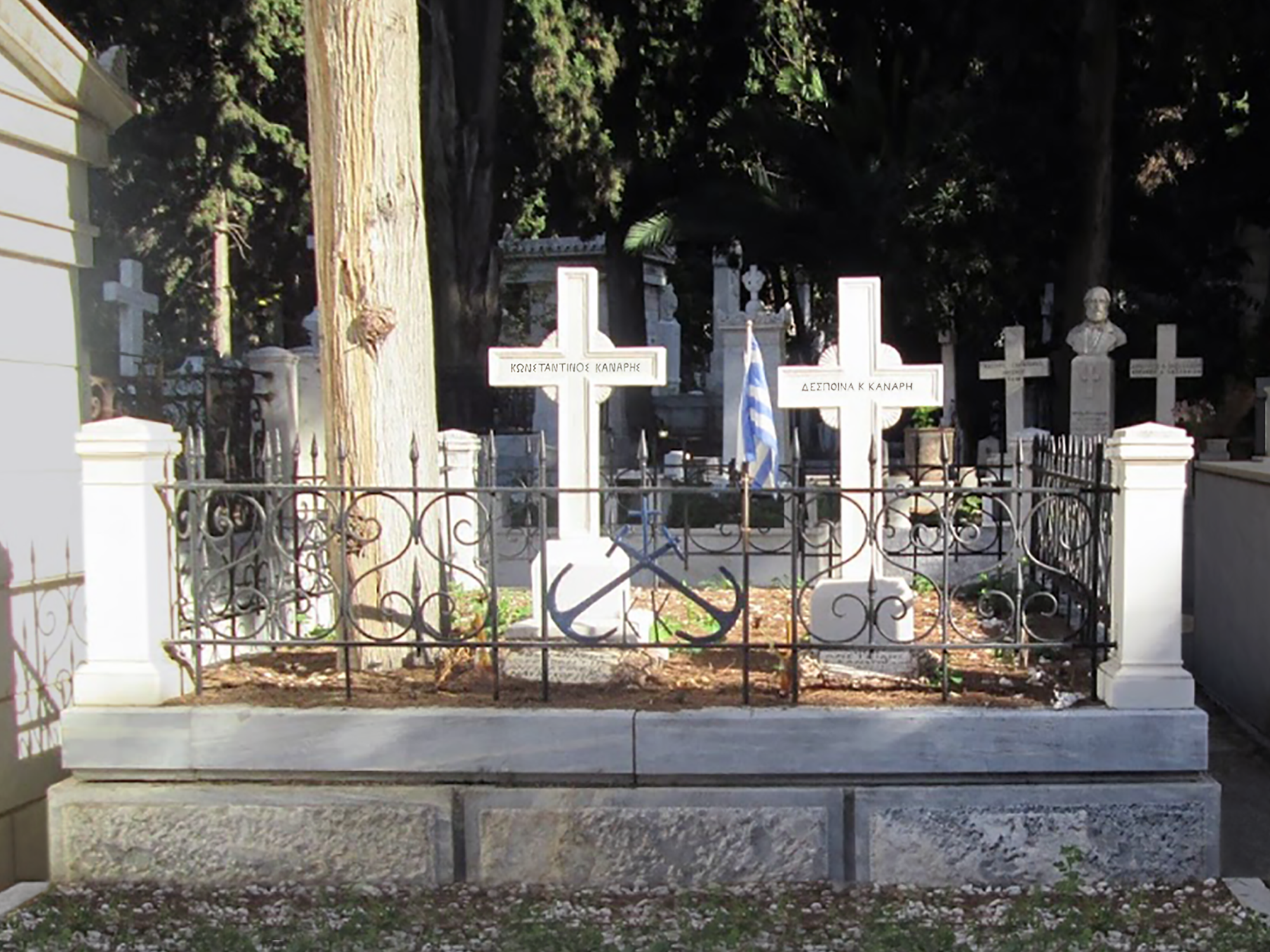
آرامگاه کنستانتینوس کاناریس
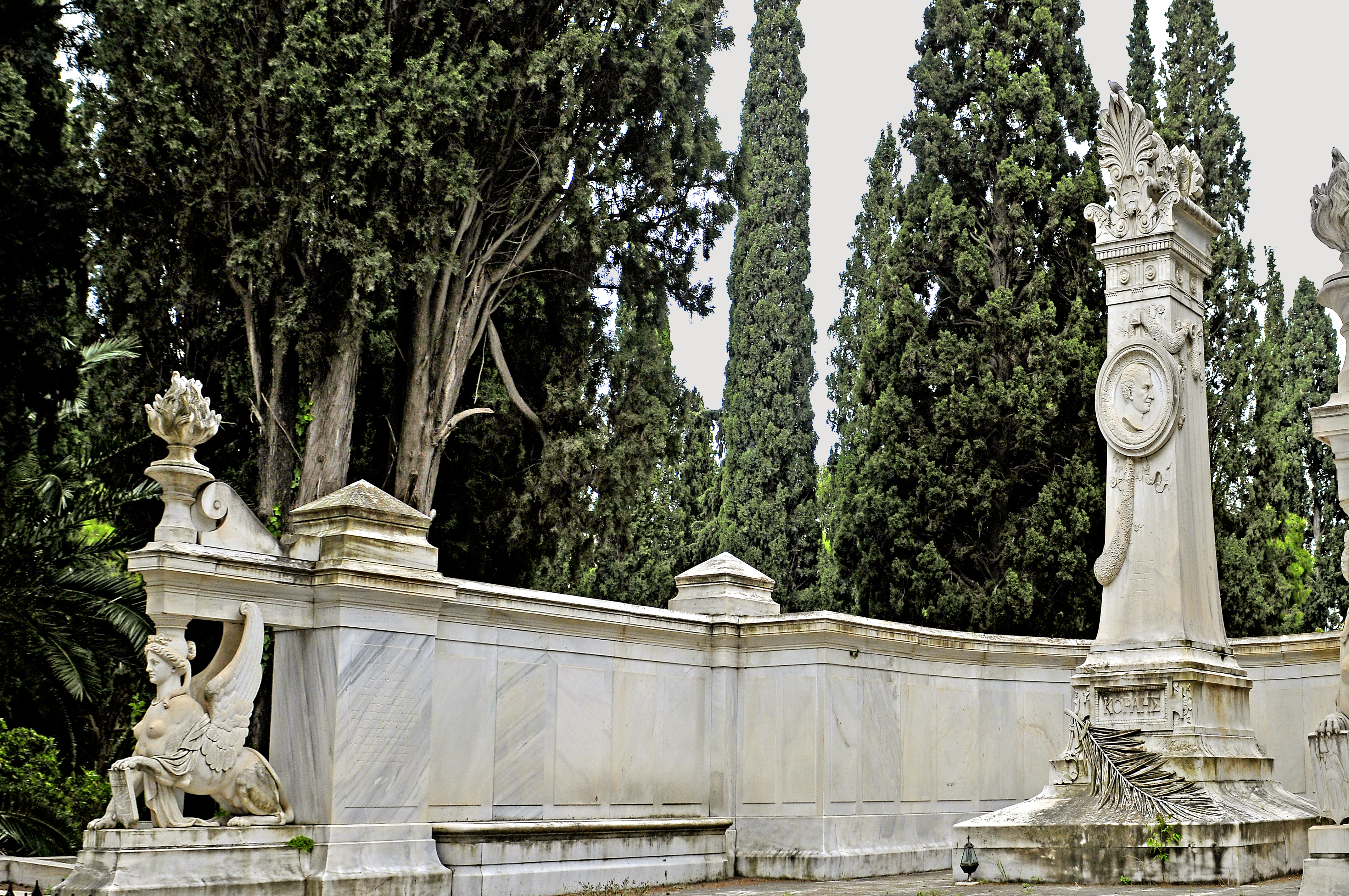
آٰرامگاه  آدامانتوس کورایس
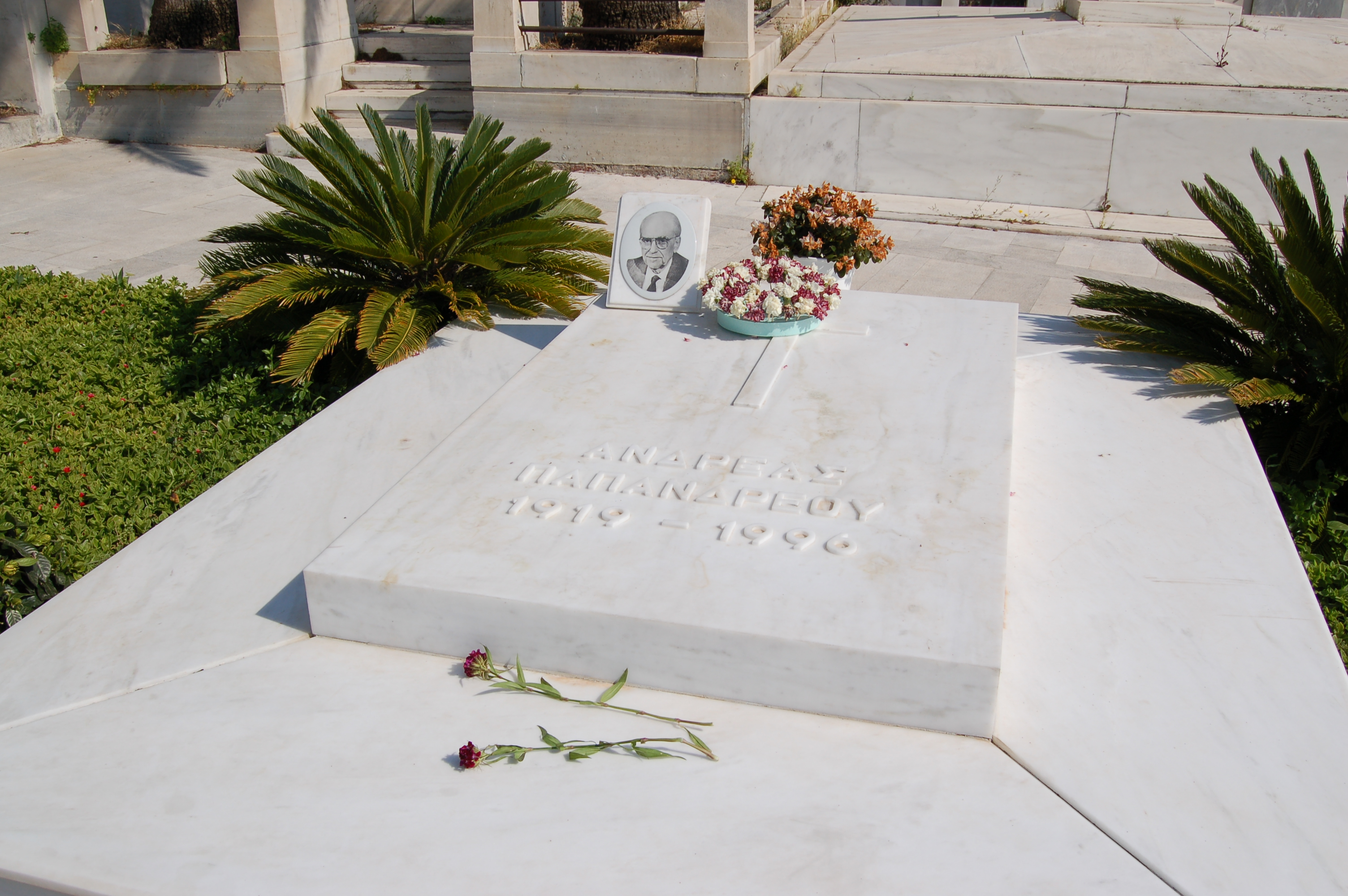
آرامگاه آندریاس پاپاندرو
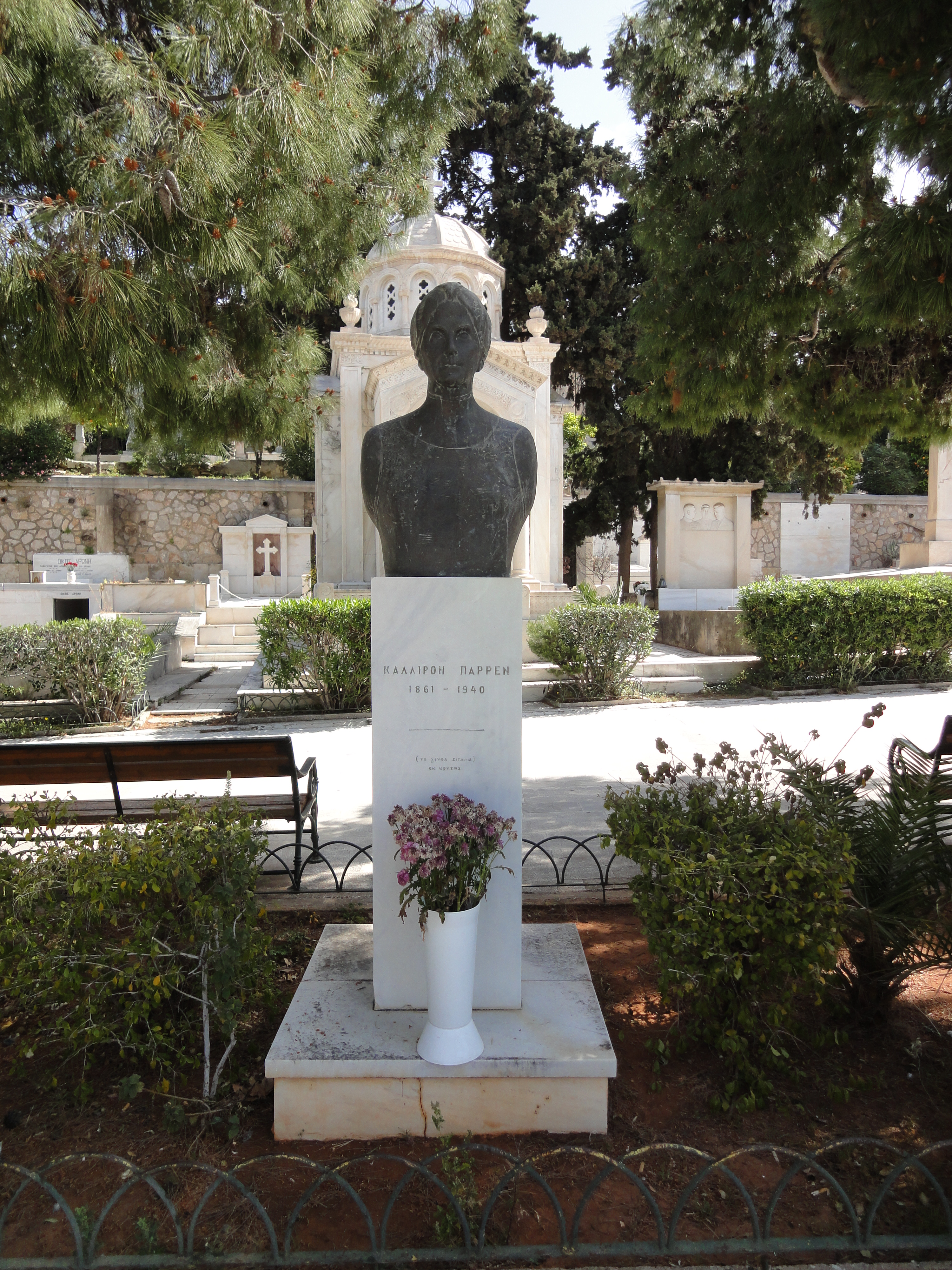
آرامگاه کلروی بارین
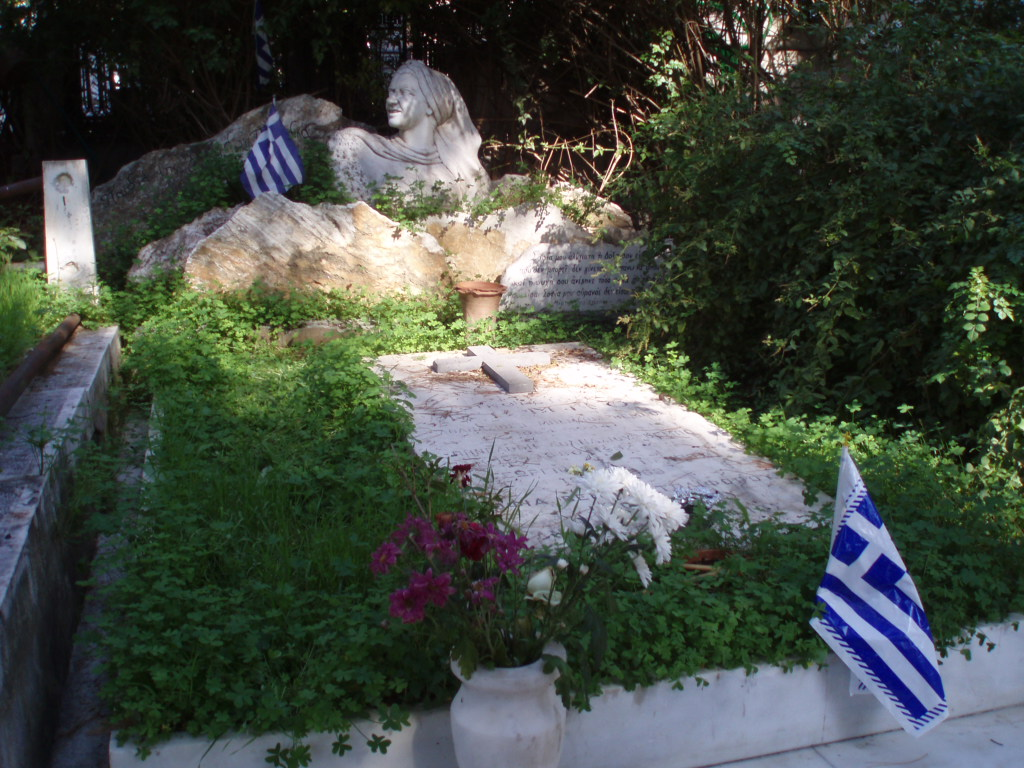
آرامگاه  سوفیا فمبو
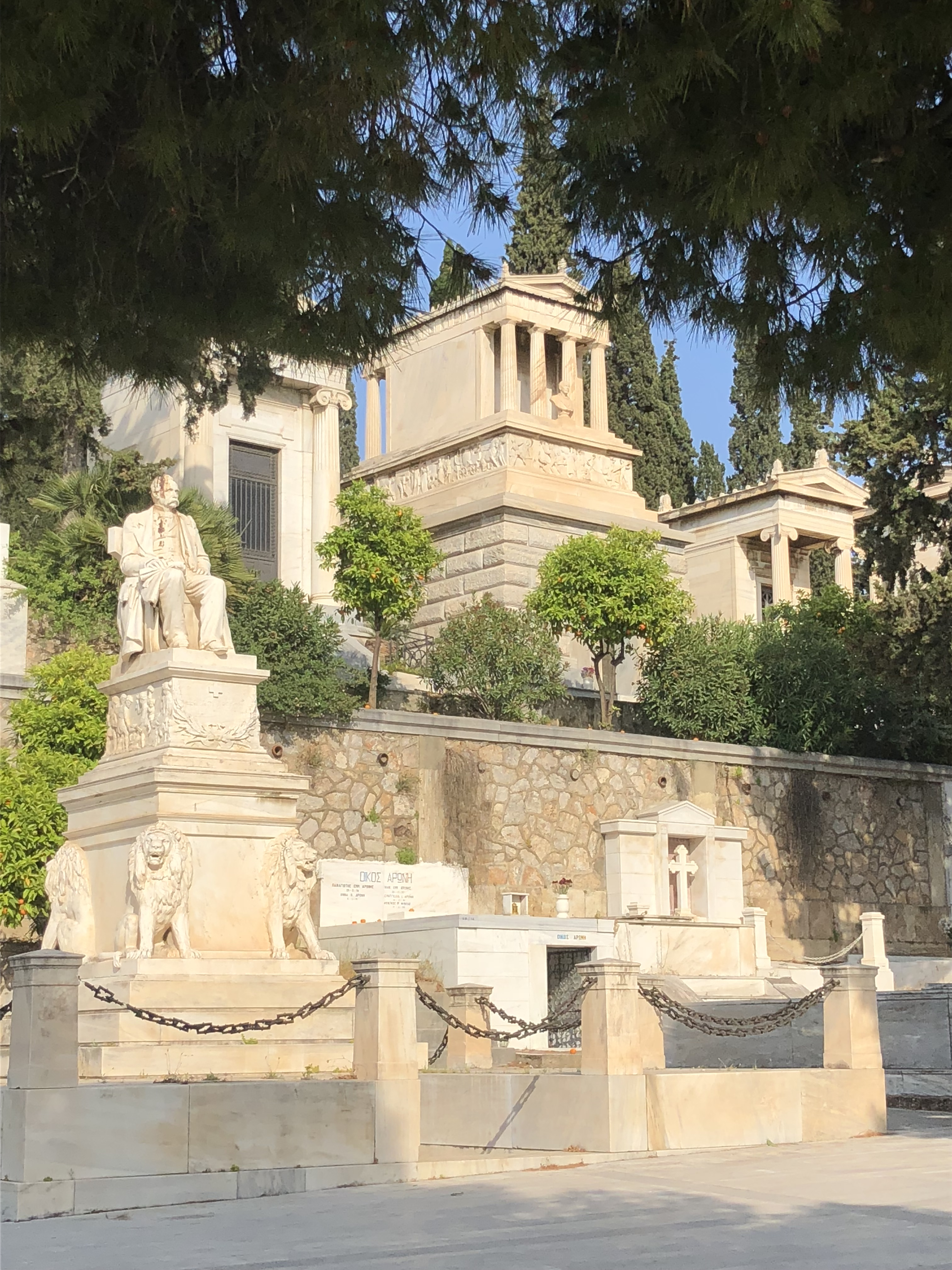
نمای کلی
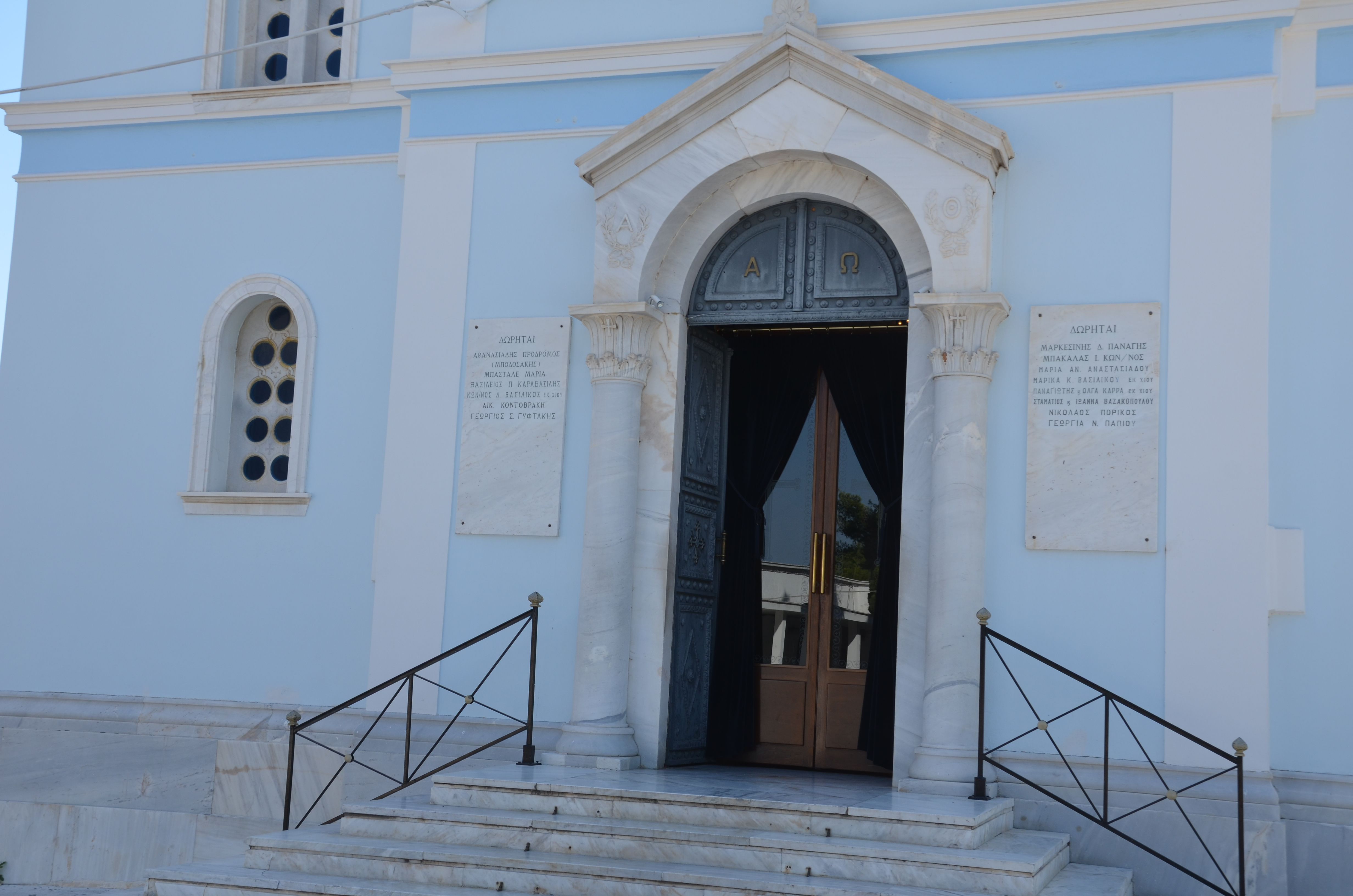
ورودی کلیسا

## بازبینی کننده
1. ↑  Liste bestatteter Persönlichkeiten auf findagrave.com بایگانی‌شده  در ۲۰۱۶-۰۴-۰۱ توسط Wayback Machine